# Крамник Володимир Борисович
Володи́мир Бори́сович Кра́мник (рос. Влади́мир Бори́сович Кра́мник; 25 червня 1975, Туапсе, Краснодарський край, Російська РФСР) — російський шаховий гросмейстер, чемпіон світу з шахів в період з 2000 по 2007 рік. У складі збірної Росії триразовий переможець Всесвітніх шахових Олімпіад (1992, 1994, 1996). Переможець кубка світу ФІДЕ 2013 року. Мешкає у Франції.
Рейтинг станом на січень 2020 року — 2753 (17-ме місце у світі, 4-те — серед шахістів Росії).

## Біографія
Володимир Крамник народився в місті Туапсе, Краснодарський край, й походить з доволі творчої сім'ї. Його мати, Ірина Федорівна, за національністю українка, працювала вчителькою музики, а батько, Борис Крамник — російський художник, скульптор. Шахові навички здобував у шаховій школі, в яку вступив за власною ініціативою. Як описує сам Крамник, на подальше розгортання його надихнув керівник шахового клубу, гросмейстер, який вбачав в ньому потенціал, й це насправді не дивно, бо в його ранній грі результативність була на високому рівні. Одного разу Крамник, ще перебуваючи в шкільному віці, виграв місцевий чемпіонат з шахів і став популярним у своєму містечку, його досягнення помітили, й він був запрошений в престижну шахову школу Ботвинника. Крамник додає, що на початку його рівень гри був цілком середній серед школи, проте йому подобалось відвідувати лекції, які тоді проводили шахові чемпіони Каспаров та сам керівник, який і встановлював стандарти — Ботвинник. Першим його масштабним досягненням було здобуття золотої медалі в якості першого резерву російської команди на шаховій олімпіаді 1992 в Манілі.

## Кар'єра

### 2000-ні
У жовтні 2000 року переміг Гаррі Каспарова в матчі у Лондоні і став чемпіоном світу з класичних шахів. У 2004 успішно захистив титул проти претендента Петера Леко у матчі в Бріссаго, Швейцарія.
У жовтні 2006 року в матчі об'єднання проти Веселина Топалова завоював титул абсолютного чемпіона світу.
У вересні 2007 року на шаховому чемпіонаті світу програв титул абсолютного чемпіона Вішванатану Ананду.

### 2013
У березні 2013 року взяв участь в турнірі претендентів за право зіграти в матчі за шахову корону проти чемпіона світу Віші Ананда. В двоколовому турнірі за участі 8 шахістів, Володимир набравши однакову кількість очок з норвежцем Магнусом Карлсеном, поступився йому за рахунок меншої кількості перемог, та зайняв друге місце з результатом 8,5 очок з 14 можливих (+4-1=9).
У серпні 2013 року з результатом 6½ очок з 9 можливих (+5-1=3) зайняв друге місце на 40 міжнародному турнірі в Дортмунді, відставши від переможця Майкла Адамса на ½ очка.
У вересні 2013 року став переможцем кубка світу ФІДЕ, обігравши в фіналі земляка Дмитра Андрєйкіна з рахунком 2½-1½ очка. Перемога на кубку світу забезпечила Володимиру Крамнику участь в турнірі претендентів на шахову корону 2014 року.
У жовтні 2013 року вкотре не зміг стати чемпіоном Росії, з результатом 5½ очок з 9 можливих (+4-2=3) посів лише 4 місце в суперфіналі чемпіонату Росії, програвши вже семиразовому чемпіону Росії Петру Свідлеру 1 очко.

### 2014
З результатом 7 очок з 14 можливих (+3-3=8) посів 3-тє місце на турнірі претендентів, що проходив в Ханти-Мансійську.
У червні 2014 року з результатом 4 очка з 9 можливих (+2-3=4) посів лише 9-те місце на турнірі XXI категорії Norway Chess 2014, що проходив в місті Ставангер.
У листопаді 2014 року, набравши 4½ очка з 7 можливих (+2-0=5), посів 2-ге місце на «Меморіалі Петросяна», відставши на 1 очко від переможця турніру Олександра Грищука.
На початку грудня 2014 року посів 3 місце на турнірі «Qatar Masters Open 2014», його результат 7 очок з 9 можливих (+6-1=2).
Через тиждень набравши 7 очок з 15 можливих (+1-0=4) розділив 2-3 місця з Анішом Гірі на турнірі «London Chess Classic». Також Крамник з результатом 8 очок з 10 можливих (+7-1=2) посів 5 місце на турнірі з швидких шахів та з результатом 17 очок з 30 можливих (+5-3=2) 3 місце на турнірі з блискавичних шахів, що проходили в рамках Лондонського шахового фестиваля.

### 2015
2015 рік розпочав виступом на турнірі «Zurich Chess Challenge 2015» що проходив в Цюриху. Набравши 5 очок з 10 можливих в класичні шахи (5 місце) та 3½ очки з 5 можливих в швидкі шахи (1 місце), Володимир за сумою двох дисциплін на ½ очка відстав від переможців турніру Хікару Накамури та Віші Ананда.
У квітні 2015 року розділив 5-6 місця на турнірі «Меморіал Вугара Гашимова». Його результат 4 очка з 9 можливих (+2-3=4).
У липні 2015 року з результатом 3½ очка з 7 можливих (+3-3=1) посів 4 місце на турнірі «Sparkassen Chess Meeting», що проходив у Дортмунді.
У вересні 2015 року на кубку світу ФІДЕ поступився у третьому раунді (1/16 фіналу) Дмитру Андрєйкіну на тай-брейку з рахунком 1½ на 2½ очки.
У жовтні 2015 року в складі команди «Сибір» Крамник став переможцем командного Кубка Європи, що проходив у Скоп'є. Його результат на першій шахівниці — 4½ очка з 5 можливих (переміг Непомнящого, Свідлера, Топалова та Іванчука). А також виступаючи на чемпіонаті світу зі швидких та блискавичних шахів, що проходив у Берліні, посів:
 — 6 місце на турнірі зі швидких шахів, набравши 10 з 15 очок (+5-0=10),
 — 3 місце на турнірі з блискавичних шахів, набравши 15 з 21 очка (+11-2=8).
У грудні 2015 року, набравши 6½ очок з 9 можливих (+4-0=5), повторив торішнє досягнення посівши 3 місце на турнірі «Qatar Masters Open 2015».

### 2016
У лютому 2016 року посів 3 місце на турнірі Zurich Chess Challenge, що проходив у Цюриху.
У квітні 2016 року, набравши 5 очок з 9 можливих (+2-1=6), Крамник розділив 3-5 місця на турнірі «Altibox Norway Chess 2016», що проходив у Ставангері.
У липні 2016 року розділив 2-4 місця на турнірі «Sparkassen Chess Meeting», що проходив у Дортмунді. Його результат 4 з 7 можливих очок (+1-0=6)
У вересні 2016 року в складі збірної Росії посів 3-тє місце на шаховій олімпіаді, що проходила в Баку. Набравши 6½ з 8 можливих очок (+5-0=3), Володимир посів 1-ше місце (турнірний перформанс — 2903 очка) серед шахістів, які виступали на 2-й шахівниці.
У жовтні 2016 року з результатом 4½ очок з 9 можливих (+2-2=5) посів 7 місце на турнірі «Меморіал Таля», що проходив у Москві.
У грудні 2015 року з результатом 5 з 9 очок (+1-0=8) розділив 3-5 місця на турнірі 22 категорії «London Chess Classic 2016».

### 2018
У січні 2018 року, набравши 8½ очок з 13 можливих (+6-2=5), Володимир розділив 3-4-ті місця на турнірі 20-ї категорії, що проходив у Вейк-ан-Зеє..
У березні 2018 року з результатом 6½ очок з 14 можливих (+3-4=7) Крамник посів 5-те місце на турнірі претендентів, що проходив у Берліні.

### 2019
У січні 2019 року з результатом 4½ з 13 очок (+2-6=5) розділив останні 13-14-ті місця у турнірі «Tata Steel Chess», що проходив у Вейк-ан-Зеє.
29 січня 2019 року Крамник повідомив про завершення кар'єри. В рейтингу ФІДЕ станом на лютий 2019 року Крамник перебував на 14-му місці у світі та 3-му місці серед шахістів Росії.
Наприкінці грудня 2019 року на чемпіонаті світу зі швидких та блискавичних шахів, що проходив у Москві, Володимир Крамник зіграв у турнірі з бліцу посівши 3 місце, його результат — 15 очок з 21 можливого (+13-4=4).

## Спортивні досягнення
| Рік  | Досягнення                                                                                                 |
| ---- | --- |
| 2011 | Дортмунд — Хогевен — Лондон —                                                                              |
| 2012 | Лондон —                                                                                                   |
| 2013 | Лондон (турнір претендентів) — Дортмунд — Кубок світу ФІДЕ —                                               |
| 2014 | Ханти-Мансійськ (турнір претендентів) — Москва (Меморіал Петросяна) — «Qatar Masters Open 2014» — Лондон — |
| 2015 | Цюрих — Чемпіонат світу з бліцу (Берлін) — «Qatar Masters Open 2015» —                                     |
| 2016 | Цюрих — «Sparkassen Chess Meeting» (Дортмунд) — — 4 42-га шахова олімпіада — (командне), (індивідуальне)   |
| 2017 | Шамкір — 4 Ставангер — Дортмунд — 4                                                                        |
| 2018 | Вейк-ан-Зеє — — 4                                                                                          |

## Особисте життя
У 2007 році Володимир Крамник одружився з француженкою Марі-Ло і переїхав до Франції, 28 грудня 2008 року у них народилась дочка Дарина, 29 січня 2013 син Вадим. У 2015 році подружжя перебралося з Парижу до Женеви.

## Позиція щодо війни в Україні
«У США усвідомлюють початок свого програшу Китаю, а потенційно Росії, Індії, всьому Сходу. І будь-який шахіст вам скаже: коли тенденції не на твою користь, а справа йде до поразки, то треба зав'язувати каламутну гру — блефувати, вибивати ситуацію зі звичного ритму. Саме це відбувається. На мій погляд, Росія в цій грі — не найголовніша мета. Просто ми опинилися на передовій. Адже зараз Росія — це, мабуть, єдина країна, яка відкрито намагається протистояти диктату США. Тому на нас так тиснуть. Пресинг цей посилюватиметься, причому незалежно від того, що відбувається в Україні. Україна — лише привід» (з інтерв'ю 2015 року).
Учасник турнірів «Шахматные звезды» у Москві, які відбуваються з літа 2022 року. Організатор і постійний учасник турнірів — Сергій Карякін.
6 березня 2023 року, після річної мовчанки від початку повномасштабного вторгнення, Крамник відреагував на прохання шахового журналіста Мартіна Бройтігама прокоментувати ставлення до війни. У розгорнутому коментарі росіянин зазначив, що є противником усіх збройних конфліктів без винятку, включно з повномасштабним вторгненням Росії в Україну. Крамник заявив, що вірить в те, що Третя світова війна стає все ближчою, й необхідно діями, а не гучними заявами змінювати перебіг подій, отож він не планує активно публічно виступати за становлення миру чи критикувати російське або українське командування. В інтерв'ю він ніяк не висловився на підтримку України в конфлікті. Крамник вважає, що спроби стати на чиюсь сторону є «вибірковим гуманізмом», що росіяни, як і українці — постраждалі. Крім цього він згадав, що має багато друзів та родичів, як в Україні, так і в Росії.

## Зміни рейтингу
| На цьому місці має відображатися графік чи діаграма, однак з технічних причин його відображення наразі вимкнено. Будь ласка, не видаляйте код, який викликає це повідомлення. Розробники вже працюють для того, щоби відновити штатне функціонування цього графіка або діаграми. | |
| | На цьому місці має відображатися графік чи діаграма, однак з технічних причин його відображення наразі вимкнено. Будь ласка, не видаляйте код, який викликає це повідомлення. Розробники вже працюють для того, щоби відновити штатне функціонування цього графіка або діаграми. |